# Zilog Z8

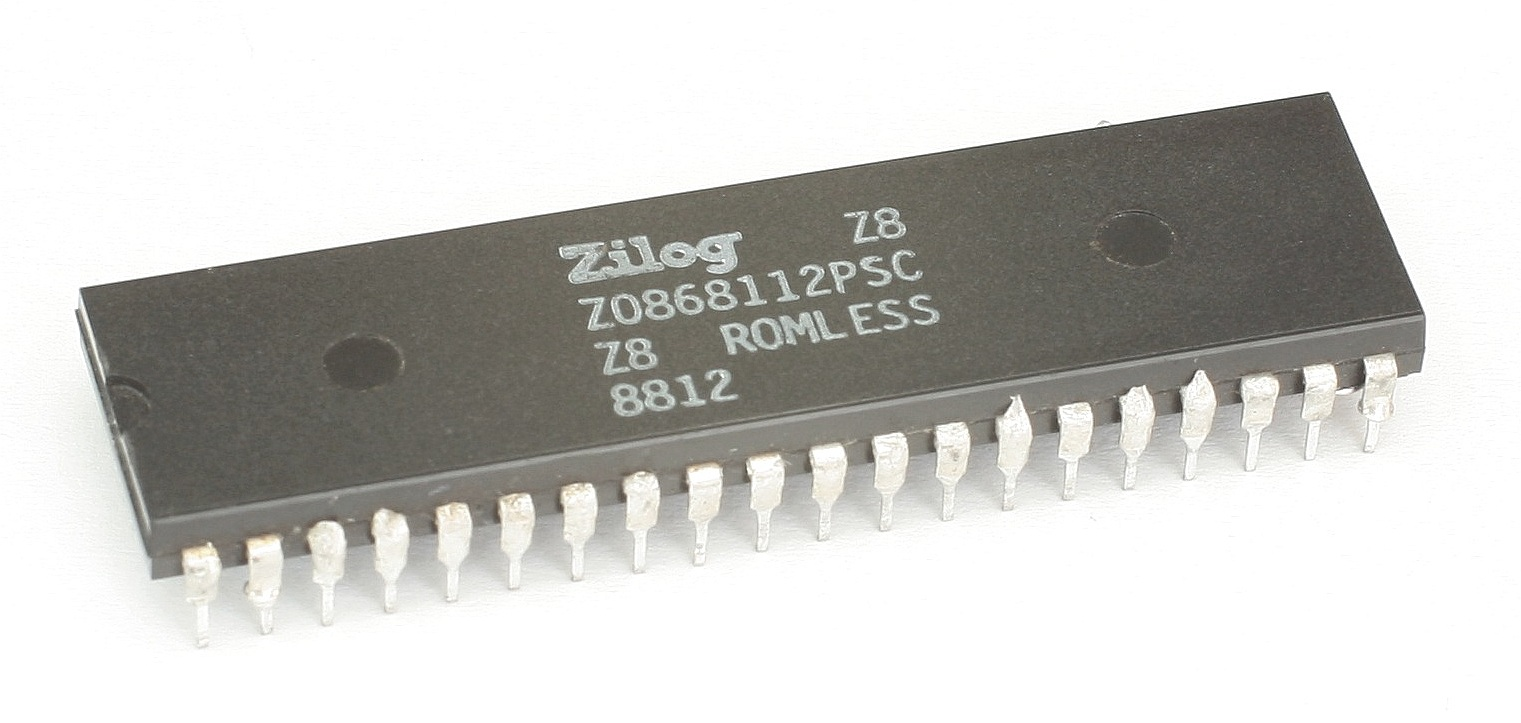
Zilog Z8

Der Zilog Z8 ist ein Einchip-Mikrocontroller mit 8-Bit-Rechenwerk, der von der Firma Zilog Inc. entwickelt und 1979 eingeführt wurde. In der kleinsten Ausführung (Z86E02) hat er 61 Register (RAM) und 512 Byte ROM, die größten Z8-Mikrocontroller haben 238 Register und bis zu 16 KiByte PROM. Die meisten Typen der Z8-Mikrocontroller sind bis heute lieferbar.
An Peripherie hat er zwei 8-Bit-Zähler/Timer, Watchdog, zwei analoge Komparatoren und bis zu 4x 8-Bit-Parallelports. Außerdem unterstützt der Befehlssatz die Möglichkeit, eine serielle Schnittstelle zu implementieren.
Als Nachfolger gibt es die Z8-Encore!- und die Z8-Plus-Serie, welche auch Flash-Speicher besitzen.
In der DDR wurde er als U881 … U886 gebaut.

## Emulatoren
JTCEMU ist ein in Java geschriebener Free Software (GNU General Public License (GPL) version 3) Z8 Emulator für Linux, Windows und macOS.